# Capra alla neretese
La capra alla neretese è una specialità agroalimentare del territorio dei comuni di Nereto, Torano Nuovo, Corropoli, Controguerra, Sant'Omero, Ancarano e Colonnella, tutti in provincia di Teramo, e fa parte dei Prodotti agroalimentari tradizionali abruzzesi.
Il prodotto, con carni di colore rosso ambrato, viene presentato con sugo di pomodoro accompagnato da peperoni rossi fritti su un tegame separato.